# Adolfpateraite
L'adolfpateraite è un minerale, uranilsolfato idrato di potassio.
Il nome è in onore di Adolf Patera (11/07/1819-26/06/1894), chimico, mineralogista e metallurgo tedesco, che inventò una tecnologia per estrarre l'uranio dai giacimenti.
Il minerale è approvato dall'IMA con la sigla 2011-042
È stato rinvenuto nella Repubblica Ceca, nei pressi di Svornost, appartenente ai giacimenti boemi di Jáchymov

## Pubblicazioni
- American Mineralogist, anno 2012, n.97, pag.447[2]